# Существует (фильм)
«Существует» (англ. Exists) — американский фильм ужасов снятый в стиле «найденной плёнки» режиссёра Эдуардо Санчеса. Мировая премьера фильма состоялась 7 марта 2014 года на кинофестивале South by Southwest. Главные роли исполнили малоизвестные актёры, а сюжет фильма повестует о группе молодых людей, которые отправились в домик в лесу, где столкнулись с бигфутом.
«Существует» стал вторым фильмом режиссёра снятым в стиле «найденной плёнки» со времён его работы над «Ведьмой из Блэр» (1999). Часто фильм называют одним из лучших снятых на тему бигфута, а костюм монстра одним из самых реалистичных и страшных в истории подобных фильмов.

## Сюжет
Братья Брайан и Мэтт приглашают компанию друзей — девушку Мэтта Дору, Тодда и Элизабет поехать в лесную хижину их дяди Боба в Восточном Техасе. Проезжая по лесной дороге, Мэтт задел что-то машиной и остановился, чтобы выяснить в чём дело. Группа слышит вдалеке громкие крики животных, но не обращает на них внимания. Когда дорогу преграждает упавшее дерево, группа продолжает путь пешком и добирается до хижины, но обнаруживает, что она полуразрушена. Группа решает переночевать в машине, где Брайан и Мэтт снова слышат громкие крики.
На следующее утро Брайан обнаруживает кровь на крыле машины и клочок волос в решётке радиатора. Брайан замечает, что по соседнему склону бежит бигфут, но группа не обращает внимания на его рассказ. Решив заснять существо на плёнку, он устанавливает несколько камер GoPro в разных местах вокруг хижины. Ночью существо продолжает издавать громкие вопли и атаковать группу. Используя ночное видение своей камеры, Брайан видит ревущее существо через окно. На рассвете группа решает уехать, но обнаруживает, что их машина полностью уничтожена. Мэтт и Брайан рассказывают, что не предупредили своего дядю Боба о том, что поедут в его домик. Они просто украли у него ключи, следовательно спасения можно не ждать, ведь никто не знает где они находятся.
Мэтт на велосипеде пытается добраться до той части леса, где будет связь, чтобы вызвать помощь, но как только он дозванивается до Боба, на него нападает бигфут. В хижине остальные передвигают мебель, чтобы заблокировать окна и двери. Они открывают люк в подвал хижины, где Тодд находит дробовик. В сумерках бигфут нападает на хижину и убивает Элизабет, после чего Тодд стреляет в него, и существо убегает.
Оставшиеся три члена группы решают идти к дороге. Ночью они спасают раненого Мэтта из логова монстра. С рассветом группа укрывается в заброшенном фургоне. Брайан получает звонок от Боба, который сейчас находится в хижине. Тодд запускает фейерверк, надеясь предупредить Боба об их местонахождении, но бигфут нападает на него и убивает. Затем существо сталкивает фургон с края холма, и в нём остаются Брайан, Мэтт и Дора. Когда Брайан приходит в сознание, он обнаруживает, что Мэтт и Дора мертвы. Брайан спасается бегством, но существо хватает его и утаскивает.
Брайан просыпается рядом со своими погибшими друзьями. Неподалёку он видит труп юного бигфута и понимает, что они случайно сбили его машиной. Когда монстр начинает нападать на него, появляется дядя Боб и стреляет в чудовище из винтовки. Когда они бегут к грузовику Боба, бигфут нападает на них и убивает Боба. Брайан подбирает ружьё дяди и бежит, преследуемый существом. Он поворачивается и направляет ружьё на бигфута, умоляя его остановиться, и начинает извиняться. Раненое существо смотрит на Брайана, который опускает ружьё. Брайан поворачивается спиной к существу и готовится к тому, что его убьют, но бигфут просто исчезает в лесу.

## В ролях
| Актёр              | Роль     |
| ------------------ | -------- |
| Дора Мэдисон Бёрдж | Дора     |
| Крис Осборн        | Брайан   |
| Роджер Эдвардс     | Тодд     |
| Денис Уильямсон    | Элизабет |
| Сэмюэл Дэвис       | Мэтт     |
| Брайан Стил        | бигфут   |
| Джефф Шван         | дядя Боб |

## Производство

### Концепция
Эдуардо Санчес и Джэми Нэш познакомились примерно в 2004 году во время работы над сценарием фильма «Пришельцы» (2006). Тогда они подружились и совместно работали ещё над несколькими фильмами, например «Седьмая луна» (2008) и «Крошка Молли» (2011). Далее Санчес и Нэш вместе написали сценарий фильма о бигфуте. Фильм должен был быть реалистичным, хотя по словам Санчеса, сам он не верит в существование бигфута, хотя и лично знает людей которые утверждают, что сталкивались с существом. По словам режиссёра ему нравится сам миф созданный вокруг этих криптидов и ему хотелось бы верить в их существование, но факты говорят ему о том, что таких существ нет в природе. С самого детства он увлекался историями о бигфуте, много читал на данную тему, включая рызличные научные труды. По словам Санчеса он «не эксперт», но определённо может рассказать о бигфуте больше чем «обычный человек». Санчес смотрел много художественных фильмов на данную тему, и большинство фильмов сделаны либо просто плохо или не показывают монстра вообще, либо показывают бигфута «каким-то пришельцем или машиной для убийства», он же хотел показать бигфута максимально реалистичным. В детстве на него большое влияние оказал фильм «Легенда Боги Крик» (1972), снять фильм о бигфуте было детской мечтой Санчеса и режиссёр намеревался «снова сделать бигфута страшным».
Долгое время ни одна студия не хотела браться за фильм из-за его большого бюждета, который предполагался, исходя из сценария. После небольшой переработки сценария, в пользу уменьшения предстоящего бюджета, у будущего фильма появилось финансирование.

### Грим

Кадр из фильма. Брайан Стил в роли бигфута.

Изначально работу над гримом и эффектами начала новозеландская компания Wētā FX, сотрудники которой сделали несколько ранних эскизов монстра, но после того, как было решено снимать фильм с США, работу над дизайном и созданием монстра взяла на себя компания Spectral Motion, с которой Санчес уже работал ранее. Глава студии Spectral Motion Майк Элизальде предложил Санчесу взять на роль бигфура актёра Брайана Стила, у которого уже был большой опыт съёмок в гриме. Spectral Motion также уже работала со Стилом и у них был слепок его тела для создания костюма. Стил был взят на роль без прослушивания, это был второй раз в его карьере, когда он играл бигфута, до этого он снимался в той же роли в телесериале «Гарри и Хендерсоны» (1987). Санчес рассказывал, что Стил очень сильно хотел сыграть реалистичного бигфута. Он присылал режиссёру видеозаписи, где «отрабатывал, как ходит и как бегает, просто разные манеры» существа. С лица Стила были сделаны слепки, на основе которых специалисты по гриму изготовили силиконовые накладки, это было сделано для того, что бы монстр в фильме мог показывать различные эмоции и выглядел максимально реалистично. Когда Санчес впервые увидел Стила в полном гриме на парковке Spectral Motion в Лос-Анджелесе, он был поражён. Не просто костюм был отличным, но и способность Стила перевоплощаться в существо, то как он двигался, как изображал будто бы ест с земли, как он работал пальцами рук, всё это поразило режиссёра.
В рекламной кампании особое внимание уделялось страшному и реалистичному костюму и гриму бигфута. «Основное внимание в фильме „Существует“ мы уделили самому существу, которое было разработано компанией Spectral Motion», - сказала продюсер Джейн Флеминг на выставке San Diego Comic-Con в июле 2012 года. Марк Ордески заявлял, что «существо находится в центре внимания», оно не будет показываться в расфокусе и не будет спрятано за кадром, «поклонники фильмов о бигфуте будут очень довольны тем, что мы создали». Санчес позже заявлял, что им удалось создать «лучшего бигфута, когда-либо снятого на плёнку».

### Съёмки
Информация о готовящейся работе Санчеса над новым фильмом появилась в июне 2011 года, в статье говорилось, что съёмки фильма должны начаться в октябре 2011 года на студиях Haxan Films и Amber Entertainment. Позже Санчес назвал дату начала съёмок 9 апреля 2012 года. Изначально Санчес планировал снять трилогию «исследующую и переосмысливающую миф о бигфуте». «Существует» стал вторым по счёту фильмом режиссёра снятым в стиле «найденной плёнки» со времён его работы над «Ведьмой из Блэр» (1999). О выборе именно такого стиля съёмки Санчес говорил, что все якобы реальные съёмки существа, как например фильм Паттерсона и Гимлина были сняты от первого лица, именно по этому данный вид съёмки идеально подходит под тематику фильма. Хотя изначально он не планировал использовать данный вид съёмки, но чем больше работал над фильмом, тем больше понимал, что он должен быть снят именно в стиле «найденной плёнки».
Кастинг на остальные роли начался в августе, акцент делался на малоизвестных молодых актёров. Съёмки фильма проводились в окрестностях Остина, в городе Элгин штат Техас на студии Spiderwood Studios. Съёмки завершились в июне 2012 года. Ордески говорил, что фильм не снимался с учётом определённого возрастного рейтинга, но в итоге он подходит под рейтинг R.

### Постпродакшн
В конце ноября 2012 года появилась официальная страницы фильма на Facebook, где были выложены три тизерных изображения. Первые официальные кадры со съёмок фильма появились 21 мая 2013 года. В начале ноября 2013 года на выставке American Film Market компания International Film Trust представила первый постер фильма «Существует». В начале декабря того же года были опубликованы первые кадры из предстоящего фильма. 20 августа 2014 года Entertainment Weekly опубликовала официальный релизный постер фильма. 25 августа вышел трейлер фильма.

## Релиз
Премьера фильма «Существует» состоялась 7 марта 2014 года в рамках кинофестиваля South by Southwest. Сразу после показа фильма на фестивале компания Lionsgate приобрела права на североамериканский прокат фильма. 3 октября 2014 года фильм вышел на платформах видео по запросу, а 24 октября в ограниченный прокат. На DVD фильм вышел 3 февраля 2015 года, диск содержал аудиокомментарий режиссёра Эдуардо Санчеса и сценариста Джэми Нэша, удалённые сцены и два ролика о съёмках. Компания Entertainment One выпустила фильм в Великобритании на DVD и Blu-ray на 6 апреля 2015 года.

## Критика
В своей рецензии Кит Улих из The A.V. Club написал: «Странно так пренебрежительно отзываться о человеке, который когда-то привлёк к себе внимание (пусть и по случайности), сняв инди-блокбастер, который фактически породил прибыльный мейнстримовый жанр. Но Санчес, к сожалению, теперь претендует на свой собственный трон». Эд Гонсалес из Slant Magazine оценил фильм в 1,5 балла из 4, отметив неинтересных персонажей, «недореализованные метафорические амбиции» и слабый сюжет. Джефф Беркшир из Variety раскритиковал слабых персонажей и сценарий фильма, написав: «Отказавшись от болезненно медленно сгорающего саспенса и псевдореализма, которые помогли «Ведьме из Блэр» стать сенсацией и жанровым камнем, Санчез использует совершенно обычный подход, который мало чем улучшает удручающе банальный сценарий». Роберт Абеле из Los Angeles Times резко раскритиковал фильм, назвав его «агрессивно неизобретательным». Фрэнк Шек из The Hollywood Reporter также раскритиковал клишированный сценарий и слабых персонажей фильма, назвав его «сборником клише фильмов ужасов, визуальный стиль которых сродни попытке смотреть фильм, катаясь на американских горках».
Но фильм не остался без сторонников. Ричард Виттакер из Fearnet похвалил «Существует» за монтаж и музыкальное сопровождение, поскольку, по его мнению, это поможет привлечь к фильму тех, кто обычно не любит фильмы с натурными съёмками. Газета Austin Chronicle дала преимущественно положительную рецензию и отметила, что хотя фильм имеет ряд сходств с фильмом Санчеса «Ведьма из Блэр», «он избегает всех этих „медвежьих капканов“, возвращая напряжение и пафос в фильм о монстрах». Борис Хохлов из film.ru в целом отозвался о фильме положительно, поставив картине 7 баллов из 10. Он отметил, что: «Санчес делает упор не столько на саспенс, сколько на экшен, скрещивая стилистику ужастиков о „найденных плёнках“ и более традиционные „монстр-муви“», так же обращая внимание на то, что бигфут в фильме «выглядит весьма эффектно».
Сайт Screen Rant поставил данный фильм на седьмое место в своём списке лучших фильмов о бигфуте, отметив «великолепный костюм» монстра и уточнив, что «Существует» часто называют лучшим фильмом о бигфуте снятым за последние годы. Сайт PopSugar поставил фильм в свой список 15 рекомендованных фильмов о бигфуте. Dread Central назвал его одним из пяти лучших фильмов о бигфуте. Сайт TVOverMind включил фильм в десятку лучших фильмов о бигфуте за всё время. Bloody Disgusting поставил фильм на четвёртое место, в своей подборке четырёх лучших фильмов о бигфуте.

## Видео
- Exists Interviews: Director Eduardo Sanchez and Writer Jamie Nash (интервью с режиссёром Эдуардо Санчесом и сценаристом Джэми Нэшем). Click On This TV - An Entertainment Press Show. 2014.
- Interview: Eduardo Sanchez on Exists (интервью с режиссёром Эдуардо Санчесом). ScreenJabber. 2015.